# Téléfoot (chaîne de télévision)
Pour les articles homonymes, voir Téléfoot (homonymie).
Téléfoot la chaîne du foot est une ancienne chaîne de télévision française, appartenant au groupe sino-espagnol Mediapro, consacrée au football.
La chaîne est créée le 17 août 2020 après l'acquisition par Mediapro de plusieurs lots des droits de diffusion de la Ligue 1 Uber Eats et la Ligue 2 BKT concernant la période 2020-2024. Grâce à un accord avec le groupe TF1, elle prend le nom du célèbre magazine Téléfoot diffusé sur TF1 depuis 1977. Elle n'exista cependant que quelques mois, jusqu'au 8 février 2021, car le propriétaire de la chaîne ne fut plus en mesure de payer les droits TV sur les compétitions nationales.
Le 11 décembre 2020, le directeur général Julien Bergeaud annonce l'arrêt prochain de la chaîne après la rupture du contrat liant Mediapro et la Ligue de football professionnel. La chaîne continue cependant de diffuser la Ligue 1 et la Ligue 2 jusqu'à ce que la LFP trouve un accord avec de nouveaux diffuseurs. Elle s'arrête finalement dans la soirée du 7 février 2021 après la diffusion du match Olympique de Marseille - Paris Saint-Germain suivi par la seconde partie du programme « Le Vrai Mag », clôturé par la présentatrice Anne-Laure Bonnet.

## Historique
Le 29 mai 2018, Mediapro remporte plusieurs lots des droits de diffusion de la Ligue 1 Uber Eats pour la période 2020-2024 et prévoit ainsi la création d'une nouvelle chaîne spécialisée en France,.
Début août 2019, Mediapro nomme Julien Bergeaud au poste de directeur général de Mediapro Sport France dans l'optique de préparer l'arrivée de la chaîne dans la diffusion du football français, lors de l'été 2020,.
Fin octobre 2019, Mediapro a annoncé se positionner comme candidat pour diffuser la Ligue des champions de l'UEFA en France pour la période 2021-2024,. Le groupe Altice (RMC, BFM), détenteur des droits jusqu'en 2021, se positionne aussi comme candidat à sa propre succession de diffuseur, tout comme BeIn Sports. Finalement, les droits de diffusion de la Ligue des champions sont attribués à Canal+ et BeIn Sports. RMC Sport et Mediapro n'obtiennent aucun lot. Mediapro obtient néanmoins les droits de la Ligue Europa de l'UEFA, à l'exception de la meilleure affiche de chaque journée co-diffusée sur Canal+ et M6.
En janvier 2020, Mediapro annonce avoir déposé un dossier de demande de convention au conseil supérieur de l'audiovisuel (CSA) pour une création de chaîne en juillet 2020. L'objectif de Mediapro est d'atteindre 3,5 millions d'abonnés au cours du cycle 2020-2024, à un tarif d'abonnement de 25 euros par mois. Jean-Michel Roussier est nommé directeur conseil délégué sur l'antenne et les programmes en mars 2020.
Le 2 juin 2020, Mediapro annonce s'allier avec le groupe TF1 pour créer sa chaîne en France. La nouvelle chaîne s'appellera Téléfoot, comme le magazine dominical de TF1 et profitera du duo de commentateurs de la première chaîne, Grégoire Margotton et Bixente Lizarazu, pour une vingtaine de matches de Ligue 1 diffusés le dimanche soir.
Le 27 juillet 2020, Mediapro et Altice France annoncent un accord comprenant la diffusion de Téléfoot sur les box de l'opérateur français SFR pour la période 2020-2024, ainsi que la co-diffusion de la Ligue des champions et de la Ligue Europa pour la saison 2020-2021,. Les compétitions européennes ne sont cependant pas disponibles pour les offres destinées aux professionnels.
Le 30 juillet 2020, Mediapro annonce un accord avec Netflix France pour que Téléfoot soit proposée dans une offre couplée avec Netflix,. Avec un tarif mensuel à 29,90 euros en échange d'un engagement d'un an, les abonnés peuvent ainsi profiter d'une offre alliant cinéma, séries et football.
Le 14 août 2020, un accord de distribution est signé avec l'opérateur français Bouygues Telecom. Le 25 août 2020, Iliad annonce avoir signé un accord de distribution avec Téléfoot pour l'opérateur français Free. Orange officialise pour sa part l'accord le 9 septembre 2020.
En octobre 2020, la maison-mère de Téléfoot, Mediapro, refuse de payer le deuxième versement des droits de diffusion à la Ligue de football professionnel et demande une renégociation du prix de ces droits en raison de la crise sanitaire et financière. S'engage alors une procédure de conciliation avec la LFP lancée auprès du Tribunal de commerce de Nanterre.
Le 8 décembre 2020, une réunion d’information s’est tenue à la rédaction de Téléfoot à la suite du non-paiement du troisième versement qui devait avoir lieu au début du mois. L’hypothèse d’une fermeture de la chaîne à court terme a été évoquée pour la première fois face aux employés.
Le 11 décembre 2020, Mediapro annonce l'arrêt de Téléfoot à ses salariés. Aucune date n'a été avancée lors de l'annonce. Selon les informations de RMC, la chaine devrait cesser d'émettre au 24 décembre. D'après l'accord signé avec la LFP, Mediapro s'est engagé à continuer de diffuser les matchs de Ligue 1 et de Ligue 2 jusqu'à ce qu'un nouveau repreneur soit trouvé avec cependant comme date butoir le 31 janvier 2021.
À la veille du 23 décembre, première date avancée par certains médias concernant l'arrêt de la diffusion de la chaine, Téléfoot fait l'objet dans un premier temps, d'une prolongation jusqu'au 31 décembre. À cette date, la chaîne annonce que la diffusion de la Ligue 1 et de la Ligue 2 se poursuivra jusqu'au 10 janvier inclus a minima, soit, à l'issue de la 19e journée de Ligue 1.
Le 5 janvier 2021, il est annoncé aux abonnés de la chaîne que la diffusion continuera finalement jusqu'au mercredi 20 janvier au moins, date du match en retard OM-Lens. Téléfoot diffusera donc la 20e journée de Ligue 1, ainsi que le Trophée des champions 2020, le 13 janvier 2021 (en co-diffusion avec Canal+).
Au 16 janvier 2021, soit deux semaines avant la fin théorique de la diffusion, aucun nouveau diffuseur pour la reprise des droits de diffusion n'est trouvé. Le 12 janvier 2021, Canal+ annonce sa volonté de rendre à la LFP son lot (le n°3) qu'il lui a été sous-licencié par BeIn Sports. Canal+, par la voix de son président, Maxime Saada, « estime que le produit a été dégradé dans l'absolu. Pour des raisons conjoncturelles tout d'abord. (...) La valeur de la Ligue 1 a également baissé pour Canal +. ».
Devant donc passer par un nouvel appel d'offres, la LFP conclut un accord avec Téléfoot pour que la diffusion se poursuive jusqu'au 3 février inclus, ce qui correspond à la 23e journée de Ligue 1. Un nouvel accord permet de diffuser la 24e journée de Ligue 1, soit jusqu'au 7 février 2021 inclus.
Au 18 janvier 2021, le groupe Mediapro propose à la LFP de continuer à diffuser les matchs de Ligue 1 jusqu'à la fin de la saison, soit jusqu'au 23 mai 2021 inclus. Le groupe a assuré dans sa lettre adressée à la LFP, transférer l’ensemble de ses revenus à la ligue une fois les coûts opérationnels réglés,. Cette proposition n'est pas retenue.
Au 1er février 2021, Jean-Michel Roussier, le directeur éditorial de la chaîne, a formulé une offre à la LFP pour deux lots de Ligue 1 et deux lots de Ligue 2 en déposant la proposition en son nom et non à celui de Mediapro. Le même jour, Jean-Michel Roussier a également annoncé qu'en cas de reprise des droits par un nouvel opérateur, la chaine pourrait proposer ses services au nouvel acquéreur (production, rédaction et marketing).
L'appel d'offres étant finalement infructueux, la LFP et le groupe Canal+ trouvent un accord le 4 février 2021 pour diffuser en exclusivité et en intégralité la Ligue 1 et huit matchs sur dix de la Ligue 2 jusqu'à la fin de saison 2020-2021 à compter de la 25e journée. Le match Olympique de Marseille / Paris Saint-Germain est le dernier match diffusé par Téléfoot (en co-diffusion avec Canal+ qui a déboursé 3 millions d'euros pour obtenir ce droit). La chaîne cesse par la suite d'émettre dans la soirée du 7 février à 23 h 47.
En octobre 2021, le tribunal de commerce de Bobigny prononce la liquidation judiciaire de Mediapro Sport France SARL, l'entreprise commercialisant Téléfoot.

### Identité visuelle (logo)

Logo de Téléfoot du 17 août 2020 au 7 février 2021.

### Slogan
« Parce que le foot, ce n'est pas que du foot. »

## Programmation

### Compétitions

#### Compétitions mondiales et continentales
- Europe
  - Ligue des champions de l'UEFA (tous les matchs en co-diffusion avec RMC Sport pour la saison 2020-2021)[8]
  - Ligue Europa de l'UEFA (tous les matchs en co-diffusion avec RMC Sport pour la saison 2020-2021[8])

#### Compétitions nationales
- France
  - Ligue 1 (8 à 9 matchs par journée dont les 10 meilleurs matches de la saison et les multiplex des 19e, 37e et 38e journées pour la période 2020-2024)
  - Ligue 2 (8 matchs par journée pour la période 2020-2024)
  - Trophée des champions (2020-2024, co-diffusion de l'édition 2020 avec Canal+ le 13 janvier 2021)

- Canada
  - Première ligue canadienne (2020-2029)[32]

### Magazines
Lors de sa conférence de presse de lancement, Mediapro présente cinq magazines programmés sur la chaîne :
Week-end
- Samedi Foot
- Ligue 2 Exclusif, diffusé tous les dimanches de 11 h à 12 h et présenté par Saber Desfarges
- Ligue 1 Exclusif, diffusé tous les dimanches de 12 h à 13 h et présenté par Thibault Le Rol (enregistré dans le studio de l'émission Téléfoot dans la Tour TF1)
- Dimanche Foot, diffusé tous les dimanches de 16 h 45 à 17 h 30 et présenté par Thibault Le Rol
- Le Vrai Mag, diffusé tous les dimanches de 19 h à 21 h, puis de 22 h 30 à 0 h, et présenté par Anne-Laure Bonnet

En semaine
- Au cœur des clubs, diffusé du lundi au vendredi de 12 h 30 à 14 h et présenté par Marina Lorenzo
- Culture Foot, diffusé du lundi au vendredi de 19 h à 21 h 15 et présenté par Thibault Le Rol (lundi, mardi et vendredi) et Saber Desfarges (mercredi et jeudi)
- Night Club, diffusé du lundi au vendredi de 22 h 45 à minuit et présenté par Pierre Nigay et Marine Marck
- Multi Vintage, diffusé tous les jeudis à 21 h 15 et présenté par Smaïl Bouabdellah

Les droits de retransmission télévisée de ces magazines sont perdus au moment de la rupture du contrat entre Mediapro et la Ligue de football professionnel. Néanmoins, ils continuent à être diffusés jusqu'à la reprise des droits de diffusion de la Ligue 1 et de la Ligue 2 par Canal+.

### Documentaires
- La Ligue des Talents, diffusé tous les lundis
- Vestiaires L2, diffusé tous les mardis et jeudis
- Issa Nissa, diffusé tous les mercredis
- Inside L1, diffusé tous les mercredis

## Personnalités de Téléfoot

### Direction
- Président-fondateur de Mediapro : Jaume Roures
- Directeur général de Mediapro Sport France : Julien Bergeaud
- Directeur conseil délégué sur l'antenne et les programmes : Jean-Michel Roussier
- Rédacteurs en chef : Johnny Séverin et Marc Benoist
- Rédacteur en chef adjoint : Nicolas Pradère

### Journalistes
- Nicolas Barquant
- Michael Bayard
- Antoine Besson
- Anne-Laure Bonnet[34]
- Smaïl Bouabdellah[34]
- Alistair Bouysse
- Julien Brun[34]
- Luigi Colange[34]
- Adrien Courouble
- Alicia Dauby
- Jenny Demay
- Saber Desfarges[34]
- Alexandre Distel
- Sebastien Girard
- Martin Guillard
- Alexis Grasso[34]
- Fabrice Hawkins
- Éric Huet[34]
- Guillaume Lagnel
- Clément Lannuque
- Marina Lorenzo[34]
- Marine Marck[34]
- Grégoire Margotton[34]
- Marko Maricic
- Julien Momont[34]
- Reda Mrabit[35]
- Pierre Nigay[34]
- Thibault Le Rol[34]
- Vincent Petitpez
- Thomas Porlon
- Nicolas Pottier
- Jérémy Puzos
- Adriano Recchia
- Félix Rouah
- Jerrely Rousseau
- Simone Rovera
- Jonathan Sberro
- Alexandre Teixeira
- Guillaume Vague
- Lucas Vola
- Jeoffrey Voltzenlogel

Production 
- Cyril Marçot
- Nadia Bounouar
- Manon Playoust

### Consultants
- Jimmy Algerino
- Pierre-Yves André[36]
- Florent Balmont[36]
- Mathieu Bodmer[36]
- Jérémie Bréchet[34]
- Benoît Cheyrou[36]
- Nicolas Douchez[37]
- Christophe Jallet[36]
- Bixente Lizarazu[34]
- Claude Makélélé
- Olivier Monterrubio
- Benjamin Nivet[36]
- Alain Perrin[38]
- Loïc Perrin[38]
- Fabrizio Ravanelli[39]
- Andoni Zubizarreta[34]

## Diffusion
La chaîne Téléfoot était diffusée depuis les anciens locaux de QVC France situés à La Plaine Saint-Denis à Aubervilliers au bâtiment 266.
Elle était accessible pour ses abonnés sur son site internet et sur son application.
Le 27 juillet 2020, Mediapro annonce un accord avec le groupe Altice France pour que la chaîne Téléfoot soit distribuée sur les box de l'opérateur français SFR pour la période 2020-2024,.
Mediapro annonce ensuite également des accords avec Bouygues Telecom, Free et Orange pour que Téléfoot soit également accessible sur les box de ces opérateurs,,,.